# Cotton megye
Cotton megye az Amerikai Egyesült Államokban, azon belül Oklahoma államban található. Megyeszékhelye és legnagyobb városa Walters. Lakosainak száma 5527 fő (2020. április 1.). Cotton megye Clay, Comanche, Stephens, Jefferson, Wichita és Tillman megyékkel határos.

## Népesség
A megye népességének változása:
| Lakosok száma | 6179 | 6167 | 6154 | 6152 | 5996 | 5527 |
|               | 2010 | 2011 | 2012 | 2013 | 2015 | 2020 |